# Jakob Forsbacka-Karlsson
Max Jakob Forsbacka-Karlsson, född 31 oktober 1996, är en svensk före detta professionell ishockeyspelare. Han draftades av Boston Bruins i andra rundan som 45:e totalt vid NHL Entry Draft 2015.

## Spelarkarriär
Forsbacka-Karlsson har Hammarby IF som moderklubb. Han spelade för Nacka HK och Linköping HC som juniorishockeyspelare. Inför säsongen 2013/2014 valde han att flytta till Nordamerika för spel i den amerikanska juniorishockeyligan USHL. Efter två säsonger i USHL inledde han sina studier på college. Han studerade och spelade för Boston University i NCAA. Han valdes i den andra rundan som nummer 45 totalt i NHL-draften 2015 av Boston Bruins. 
Han har spelat sammanlagt 29 matcher i NHL för Boston Bruins samt 86 matcher i farmarlaget Providence Bruins i AHL. Den 21 maj 2019 blev det officiellt att han skrivit på ett tvåårskontrakt med Växjö Lakers i SHL. Säsongen 2019-20 noterades han för 13 poäng på 40 spelade matcher. Under säsongen 2020-21 värvades han till Färjestad BK där han vid säsongens slut valde att avsluta sin karriär. 

## Internationellt
Han vann U17-VM med det svenska landslaget 2013. Han spelade också för Sverige i JVM 2016.

## Statistik

### Klubbkarriär
| 2011–12    | Nacka HK          | J18        | 26 | 13 | 19 | 32 | 16 | — | — | — | — | — |
| 2012–13    | Linköpings HC     | J18        | 9  | 10 | 15 | 25 | 6  | — | — | — | — | — |
| 2012–13    | Linköpings HC     | J18 Allsv  | 8  | 5  | 5  | 10 | 10 | 2 | 0 | 0 | 0 | 0 |
| 2012–13    | Linköpings HC     | J20        | 31 | 9  | 7  | 16 | 26 | 5 | 0 | 2 | 2 | 4 |
| 2013–14    | Omaha Lancers     | USHL       | 60 | 11 | 22 | 33 | 26 | 4 | 0 | 1 | 1 | 4 |
| 2014–15    | Omaha Lancers     | USHL       | 50 | 15 | 38 | 53 | 38 | — | — | — | — | — |
| 2015–16    | Boston University | HE         | 39 | 10 | 20 | 30 | 28 | — | — | — | — | — |
| 2016–17    | Boston University | HE         | 39 | 14 | 19 | 33 | 32 | — | — | — | — | — |
| 2016–17    | Boston Bruins     | NHL        | 1  | 0  | 0  | 0  | 0  | — | — | — | — | — |
| 2017–18    | Providence Bruins | AHL        | 58 | 15 | 17 | 32 | 26 | 4 | 1 | 0 | 1 | 2 |
| 2018–19    | Providence Bruins | AHL        | 28 | 7  | 9  | 16 | 6  | 4 | 0 | 0 | 0 | 0 |
| 2018–19    | Boston Bruins     | NHL        | 28 | 3  | 6  | 9  | 2  | — | — | — | — | — |
| 2019–20    | Växjö Lakers      | SHL        | 40 | 5  | 8  | 13 | 2  | — | — | — | — | — |
| 2020–21    | Växjö Lakers      | SHL        | 26 | 0  | 4  | 4  | 4  | — | — | — | — | — |
| 2020–21    | Färjestad BK      | SHL        | 24 | 5  | 4  | 9  | 4  | 6 | 0 | 0 | 0 | 2 |
| NHL totalt | NHL totalt        | NHL totalt | 29 | 3  | 6  | 9  | 2  | — | — | — | — | — |

### Internationellt
| År            | Lag           | Turnering     | Resultat      |    | Matcher | Mål | Assist | Poäng | Utv |
| ------------- | ------------- | ------------- | ------------- | -- | ------- | --- | ------ | ----- | --- |
| 2013          | Sverige       | U17           | 1             | 6  | 2       | 3   | 5      | 2     |     |
| 2013          | Sverige       | U18-VM        | 5:a           | 5  | 0       | 1   | 1      | 10    |     |
| 2014          | Sverige       | U18-VM        | 4:a           | 5  | 0       | 2   | 2      | 6     |     |
| 2016          | Sverige       | JVM           | 4:a           | 7  | 1       | 4   | 5      | 2     |     |
| Junior totalt | Junior totalt | Junior totalt | Junior totalt | 23 | 3       | 10  | 13     | 20    |     |